# Дюрренеш
Дюрренеш (нім. Dürrenäsch) — громада  в Швейцарії в кантоні Ааргау, округ Кульм.

## Географія
Громада розташована на відстані близько 70 км на північний схід від Берна, 12 км на південний схід від Аарау.
Дюрренеш має площу 5,9 км², з яких на 12,9% дозволяється будівництво (житлове та будівництво доріг), 49,8% використовуються в сільськогосподарських цілях, 37,1% зайнято лісами, 0,2% не є продуктивними (річки, льодовики або гори).

## Демографія
2019 року в громаді мешкало 1260 осіб (+9,9% порівняно з 2010 роком), іноземців було 10,9%. Густота населення становила 213 осіб/км².
За віковим діапазоном населення розподілялося таким чином: 23,2% — особи молодші 20 років, 58,6% — особи у віці 20—64 років, 18,3% — особи у віці 65 років та старші. Було 505 помешкань (у середньому 2,5 особи в помешканні).
Із загальної кількості 857 працюючих 23 було зайнятих в первинному секторі, 221 — в обробній промисловості, 613 — в галузі послуг.